# Spy Hill
Spy Hill est une municipalité rurale canadienne située dans l'est de la province de Saskatchewan.

## Démographie
| 2001 | 2006 | 2011 | 2016 |
| ---- | ---- | ---- | ---- |
| 213  | 201  | 204  | 168  |